# Cilly
Cilly é uma comuna francesa na região administrativa de Altos da França, no departamento de Aisne. Estende-se por uma área de 9,3 km². Em 2010 a comuna tinha 196 habitantes (densidade: 21,1 hab./km²).